# رابرت کاتل
رابرت کاتل (انگلیسی: Robert Cottle؛ ۷ اوت ۱۹۲۰ – ۲۵ آوریل ۱۹۹۹) مجری تلویزیون اهل ایالات متحده آمریکا بود. از فیلم‌ها یا مجموعه‌های تلویزیونی که وی در آن‌ها نقش داشته است می‌توان به ماجراهای راف و ردی اشاره نمود.